# Attitude (aérospatiale)

Les six degrés de liberté dans un espace à trois dimensions : trois de translation et trois de rotation. Par convention les translations sont positives dans les directions Droite, Avant, et Haut (axes Ox, Oy et Oz). Chacun des mots : Tangage (rotation autour de Ox), Roulis (autour de Oy) et Lacet (autour de Oz) est placé près de la flèche indiquant le sens de rotation positif (trièdre direct Oxyz).

Pour les articles homonymes, voir Attitude.
Ne doit pas être confondu avec Altitude.
L'attitude, dans le domaine aérospatial, est la direction des axes d'un aéronef ou d'un véhicule spatial par rapport à un trièdre de référence.

## Astronautique
L'attitude d'un satellite est l'orientation d'un repère tridimensionnel lié au satellite par rapport à un autre repère. Le plus souvent, le repère extérieur au satellite est choisi parmi les repères suivants :
- repère inertiel ;
- repère orbital local : X dans la direction du vecteur vitesse du satellite (déterminé uniquement par l'orbite), Z dirigé vers le centre de la Terre et Y de sorte que (X, Y, Z) constitue un trièdre direct. Les axes X et Z sont tous deux contenus dans le plan orbital.

La commande d'attitude consiste à ajuster l'orientation dans l'espace et à réguler les mouvements d'avant en arrière (tangage), de gauche à droite (roulis) et autour d'un axe vertical (lacet).

## Aéronautique
L'attitude d'un aéronef est caractérisée par son cap magnétique ou vrai (direction par rapport au pôle magnétique ou géographique), son assiette (angle entre l'axe longitudinal et le plan horizontal) et son inclinaison (angle entre l'axe transversal et l'horizontale).